# Lucie Šafářová
Lucie Šafářová (Brno, 1987. február 4. –) ötszörös Grand Slam-tornagyőztes, olimpiai bronzérmes, háromszoros Fed-kupagyőztes, korábbi páros világelső visszavonult cseh teniszezőnő.
2002–2019 között játszott a profik között. Pályafutása során hét WTA-tornát nyert meg egyéniben, és tizennégyet párosban. Legjobb Grand Slam-eredményét egyéniben a 2015-ös Roland Garroson érte el, ahol a címvédő Marija Sarapovát, valamint Ana Ivanovićot is legyőzve a döntőig jutott. Az egyéni világranglistán a legjobb helyezése az ötödik volt, amelyet 2015. szeptember 14-én ért el. 2015-ben kvalifikálta magát a WTA Finals év végi világbajnokságra.
Párosban ötszörös Grand Slam-tornagyőztes, miután az amerikai Bethanie Mattek-Sandsszal 2015-ben megnyerte az ausztrál nyílt teniszbajnokságot és a Roland Garrost, 2016-ban a US Opent és 2017-ben ismét az Australian Opent, valamint a Roland Garrost. Párosban 2017. augusztus 21-én a világranglista első helyére került, amelyen hat héten keresztül, október 1-ig állt.
A 2016-os riói olimpián párosban Barbora Strýcovával az elődöntőig jutottak, és a bronzéremért játszott mérkőzésen legyőzve a cseh Andrea Hlaváčková–Lucie Hradecká kettőst, bronzérmet szereztek.
2004–2019 között szerepelt Csehország Fed-kupa-válogatottjában, és három alkalommal (2011, 2012, 2014) a kupagyőztes csapat tagja volt.
A 2018-as szezon befejezése után jelentette be, hogy a 2019-es Australian Open után abbahagyja a profi teniszezést, amelyre végül a Roland Garroson került sor.
2019. júliusában adta hírül, hogy partnerével, az egykori profi cseh jégkorongozó Tomáš Plekaneccel közös gyermeküket várják. 2019. decemberben született meg kislányuk, Lea.
2024-ben visszatért a profi teniszhez. Szabadkártyával vett részt Bethanie Mattek-Sands párjaként a Prague Open páros versenyén, és a döntőbe jutottak, ahol a Barbora Krejčíková–Kateřina Siniaková párostól szenvedtek vereséget.

## Grand Slam-döntői

### Egyéni

#### Elvesztett döntői (1)
| Év   | Helyszín      | Ellenfél a döntőben | Eredmény a döntőben |
| 2015 | Roland Garros | Serena Williams     | 3–6, 7-6(2), 2-6    |

### Páros

#### Győzelmei (5)
| Év   | Torna           | Borítás | Partner               | Ellenfelek a döntőben               | Eredmény a döntőben |
| 2015 | Australian Open | Kemény  | Bethanie Mattek-Sands | Csan Jung-zsan Cseng Csie           | 6–4, 7–6(5)         |
| 2015 | Roland Garros   | Salak   | Bethanie Mattek-Sands | Jaroszlava Svedova Casey Dellacqua  | 3–6, 6–4, 6–2       |
| 2016 | US Open         | Kemény  | Bethanie Mattek-Sands | Caroline Garcia Kristina Mladenovic | 2–6, 7–6(5), 6–4    |
| 2017 | Australian Open | Kemény  | Bethanie Mattek-Sands | Andrea Hlaváčková Peng Suaj         | 6–7(4), 6–3, 6–3    |
| 2017 | Roland Garros   | Salak   | Bethanie Mattek-Sands | Ashleigh Barty Casey Dellacqua      | 6–2, 6–1            |

## WTA-döntői

### Egyéni

#### Győzelmei (7)
| Összesítés           |                        |
| Grand Slam-torna (0) |                        |
| Tier I (0)           | Premier Mandatory* (0) |
| Tier II (0)          | Premier Five* (0)      |
| Tier III (1)         | Premier* (1)           |
| Tier IV (3)          | International* (2)     |
| Tier V (0)           | Challenger* (0)        |

* 2009-től megváltozott a tornák rendszere. Challenger tornákat 2012-től rendeznek.
 Az egymás mellett azonos színnel jelölt tornatípusok között nincs teljes mértékű megfelelés.
| No. | Dátum                | Helyszín                                          | Borítás   | Ellenfél a döntőben | Eredmény a döntőben |
| 1.  | 2005. május 1.       | Estoril Open, Estoril                             | Salak     | Li Na               | 6–7(4), 6–4, 6–3    |
| 2.  | 2005. augusztus 28.  | Forest Hills Women’s Tennis Classic, Forest Hills | Kemény    | Szánija Mirza       | 3–6, 7–5, 6–4       |
| 3.  | 2006. január 7.      | Mondial Australian Women’s Hardcourts, Gold Coast | Kemény    | Flavia Pennetta     | 6–3, 6–4            |
| 4.  | 2008. augusztus 23.  | Forest Hills Tennis Classic, Forest Hills         | Kemény    | Peng Suaj           | 6–4, 6–2            |
| 5.  | 2013. szeptember 15. | Bell Challenge, Québec                            | Kemény(f) | Marina Eraković     | 6–4, 6–3            |
| 6.  | 2015. február 28.    | Qatar Total Open, Doha                            | Kemény    | Viktorija Azaranka  | 6–4, 6–3            |
| 7.  | 2016. április 30.    | Sparta Prague Open, Prága                         | Salak     | Samantha Stosur     | 3–6, 6–1, 6–4       |

#### Elveszített döntői (10)
| No. | Dátum                | Helyszín                              | Borítás     | Ellenfél a döntőben | Eredmény a döntőben | Eredmény a döntőben |
| 1.  | 2005. június 18.     | Ordina Open, ’s-Hertogenbosch         | Fű          | Klára Koukalová     | 6–3, 2–6, 2–6       |                     |
| 2.  | 2007. február 5.     | Open Gaz de France, Párizs            | Szőnyeg (f) | Nagyja Petrova      | 6–4, 1–6, 4–6       |                     |
| 3.  | 2009. szeptember 20. | Bell Challenge, Québec                | Kemény (f)  | Czink Melinda       | 6–4, 3–6, 5–7       |                     |
| 4.  | 2010. február 14.    | Open GDF Suez, Párizs                 | Szőnyeg (f) | Jelena Gyementyjeva | 7–6(5), 1–6, 4–6    |                     |
| 5.  | 2011. március 6.     | Malaysian Open, Kuala Lumpur          | Kemény      | Jelena Dokić        | 6–2, 6–7(9), 4–6    |                     |
| 6.  | 2011. június 12.     | e-Boks Sony Ericsson Open, Koppenhága | Kemény      | Caroline Wozniacki  | 1–6, 4–6            |                     |
| 7.  | 2012. április 8.     | Family Circle Cup, Charleston         | Zöld salak  | Serena Williams     | 0–6, 1–6            | (részletek)         |
| 8.  | 2015. június 6.      | Roland Garros, Párizs                 | Salak       | Serena Williams     | 3–6, 7–6(2), 2–6    |                     |
| 9.  | 2015. augusztus 29.  | Connecticut Open New Haven            | Kemény      | Petra Kvitová       | 7–6(6), 2–6, 2–6    |                     |
| 10. | 2017. február 26.    | Hungarian Ladies Open Budapest        | Kemény (f)  | Babos Tímea         | 7–6(4), 4–6, 3–6    | (részletek)         |

### Páros

#### Győzelmei (15)
| Összesítés           |                        |
| Grand Slam-torna (5) |                        |
| Tier I (0)           | Premier Mandatory* (3) |
| Tier II (1)          | Premier Five* (2)      |
| Tier III (2)         | Premier* (5)           |
| Tier IV (0)          | International* (0)     |
| Tier V (0)           | Challenger* (0)        |
| WTA Finals (0)       |                        |
| Olimpia (0)          |                        |

* 2009-től megváltozott a tornák rendszere.
 Az egymás mellett azonos színnel jelölt tornatípusok között nincs teljes mértékű megfelelés.
|     | Dátum                | Torna                                  | Borítás      | Partner                     | Ellenfelek a döntőben                      | Eredmény a döntőben | Eredmény a döntőben |
| 1.  | 2012. április 8.     | Family Circle Cup, Charleston          | Zöld salak   | Anasztaszija Pavljucsenkova | Anabel Medina Garrigues Jaroszlava Svedova | 5–7, 6–4, [10–6]    | (részletek)         |
| 2.  | 2013. április 7.     | Family Circle Cup, Charleston          | Zöld salak   | Kristina Mladenovic         | Andrea Hlaváčková Liezel Huber             | 6–3, 7–6(6)         |                     |
| 3.  | 2013. május 11.      | Madrid Masters, Madrid                 | Salak        | Anasztaszija Pavljucsenkova | Cara Black Marina Eraković                 | 6–2, 6–4            |                     |
| 4.  | 2014. január 10.     | Apia International, Sydney             | Kemény       | Babos Tímea                 | Sara Errani Roberta Vinci                  | 7–5, 3–6, [10–7]    |                     |
| 5.  | 2015. január 30.     | Australian Open, Melbourne             | Kemény       | Bethanie Mattek-Sands       | Csan Jung-zsan Cseng Csie                  | 6–4, 7–6(5)]        |                     |
| 6.  | 2015. április 26.    | Porsche Tennis Grand Prix, Stuttgart   | Kemény(f)    | Bethanie Mattek-Sands       | Caroline Garcia Katarina Srebotnik         | 6–4, 6–3            |                     |
| 7.  | 2015. június 7.      | Roland Garros (bajnokság), Párizs      | Kemény       | Bethanie Mattek-Sands       | Casey Dellacqua Jaroszlava Svedova         | 3–6, 6–4, 6–2]      |                     |
| 8.  | 2015. augusztus 16.  | Canada Masters, Toronto                | Kemény       | Bethanie Mattek-Sands       | Caroline Garcia Katarina Srebotnik         | 6–1, 6–2]           |                     |
| 9.  | 2016. április 3.     | Miami Masters, Miami                   | Kemény       | Bethanie Mattek-Sands       | Babos Tímea Jaroszlava Svedova             | 6–3, 6–4            |                     |
| 10. | 2016. szeptember 11. | US Open, New York, Egyesült Államok    | Kemény       | Bethanie Mattek-Sands       | Caroline Garcia Kristina Mladenovic        | 2–6, 7–6(5), 6–4    | részletek           |
| 11. | 2016. október 1.     | Wuhan Open, Vuhan, Kína                | Kemény       | Bethanie Mattek-Sands       | Szánija Mirza Barbora Strýcová             | 6–1, 6–4            |                     |
| 12. | 2016. október 9.     | China Open, Peking, Kína               | Kemény       | Bethanie Mattek-Sands       | Caroline Garcia Kristina Mladenovic        | 6–4, 6–4            |                     |
| 13. | 2017. január 27.     | Australian Open, Melbourne, Ausztrália | Kemény       | Bethanie Mattek-Sands       | Andrea Hlaváčková Peng Suaj                | 6–7(4), 6–3, 6–3    | részletek           |
| 14. | 2017. április 9.     | WTA Charleston, Charleston, USA        | Salak (zöld) | Bethanie Mattek-Sands       | Lucie Hradecká Kateřina Siniaková          | 6–1, 4–6, [10–7]    |                     |
| 15. | 2017. június 11.     | Roland Garros, Párizs, Franciaország   | Salak        | Bethanie Mattek-Sands       | Ashleigh Barty Casey Dellacqua             | 6–2, 6–1            | részletek           |

#### Elveszített döntői (6)
|    | Dátum               | Torna                                | Borítás    | Partner                     | Ellenfelek a döntőben                      | Eredmény a döntőben |
| 1. | 2008. augusztus 23. | Nordea Nordic Light Open, Stockholm  | Kemény     | Petra Cetkovská             | Iveta Benešová Barbora Záhlavová-Strýcová  | 5–7, 4–6            |
| 2. | 2016. április 10.   | Family Circle Cup, Charleston        | Salak      | Bethanie Mattek-Sands       | Caroline Garcia Kristina Mladenovic        | 2–6, 5–7            |
| 3. | 2016. október 30.   | 2016-os WTA Finals, Szingapúr        | Kemény (f) | Bethanie Mattek-Sands       | Jekatyerina Makarova Jelena Vesznyina      | 6–7(5), 3–6         |
| 4. | 2018. június 24.    | Mallorca Open, Mallorca              | Fű         | Barbora Štefková            | Andreja Klepač María José Martínez Sánchez | 1–6, 6–3, [3–10]    |
| 5. | 2019. április 28.   | Porsche Tennis Grand Prix, Stuttgart | Salak (f)  | Anasztaszija Pavljucsenkova | Mona Barthel Anna-Lena Friedsam            | 6–2, 3–6, [6–10]    |
| 6. | 2024. július 28.    | Prague Open, Prága                   | Salak      | Bethanie Mattek-Sands       | Barbora Krejčíková Kateřina Siniaková      | 3–6, 3–6            |

## Eredményei Grand Slam-tornákon

### Egyéniben
| Grand Slam | Australian Open | Australian Open   | Roland Garros | Roland Garros     | Wimbledon | Wimbledon       | US Open   | US Open         |
| Év         | Eredmény        | Utolsó ellenfél   | Eredmény      | Utolsó ellenfél   | Eredmény  | Utolsó ellenfél | Eredmény  | Utolsó ellenfél |
| 2004       | –               | –                 | –             | –                 | –         | –               | Selejtező | Selejtező       |
| 2005       | Selejtező       | Selejtező         | 1. kör        | N. Vaidišová      | 1. kör    | M. Pierce       | 1. kör    | J. Gyementyjeva |
| 2006       | 1. kör          | M. S. Lorenzo     | 1. kör        | A. Perianu        | –         | –               | 2. kör    | A. Rezaï        |
| 2007       | Negyeddöntő     | N. Vaidišová      | 4. kör        | A. Csakvetadze    | 3. kör    | J. Janković     | 3. kör    | M. Bartoli      |
| 2008       | 1. kör          | C. Castaño        | 2. kör        | A. Ivanović       | 1. kör    | É. Loit         | 1. kör    | S. Cîrstea      |
| 2009       | 3. kör          | M. Bartoli        | 2. kör        | V. Williams       | 1. kör    | J. Gajdošová    | 1. kör    | P. Schnyder     |
| 2010       | 1. kör          | V. Williams       | 2. kör        | P. Hercog         | 1. kör    | D. Cibulková    | 1. kör    | T. Paszek       |
| 2011       | 3. kör          | V. Zvonarjova     | 2. kör        | J. Görges         | 2. kör    | K. Zakopalová   | 3. kör    | M. Niculescu    |
| 2012       | 1. kör          | Ch. McHale        | 2. kör        | M. J. M. Sánchez  | 1. kör    | Kiki Bertens    | 3. kör    | N. Petrova      |
| 2013       | 2. kör          | B. Jovanovski     | 1. kör        | J. Hampton        | 2. kör    | K. Knapp        | 2. kör    | R. Vinci        |
| 2014       | 3. kör          | Li Na             | 4. kör        | Sz. Kuznyecova    | Elődöntő  | P. Kvitová      | 4. kör    | P. Suaj         |
| 2015       | 1. kör          | J. Svedova        | Döntő         | S. Williams       | 4. kör    | C. Vandeweghe   | 1. kör    | Leszja Curenko  |
| 2016       | –               | –                 | 3. kör        | Samantha Stosur   | 4. kör    | J Svedova       | 2. kör    | Simona Halep    |
| 2017       | 2. kör          | Serena Williams   | 1. kör        | V Cepede Royg     | 2. kör    | Shelby Rogers   | 4. kör    | Coco Vandeweghe |
| 2018       | 3. kör          | Karolína Plíšková | 2. kör        | Karolína Plíšková | 3. kör    | J Makarova      | 2. kör    | Ashleigh Barty  |

### Párosban
| Grand Slam | Australian Open               | Australian Open                       | Roland Garros                 | Roland Garros                         | Wimbledon                     | Wimbledon                               | US Open                    | US Open                               |
| Év         | Eredmény Partner              | Utolsó ellenfél                       | Eredmény Partner              | Utolsó ellenfél                       | Eredmény Partner              | Utolsó ellenfél                         | Eredmény Partner           | Utolsó ellenfél                       |
| 2005       | –                             | –                                     | –                             | –                                     | 1. kör Kristina Brandi        | N. Llagostera Vives M. Sánchez Lorenzo  | 1. kör Klára Koukalová     | Corina Morariu Patty Schnyder         |
| 2006       | 1. kör Klára Koukalová        | Maria Elene Camerin Tathiana Garbin   | 1. kör Klára Koukalová        | Cara Black Rennae Stubbs              | –                             | –                                       | 1. kör Ivana Lisjak        | V. Ruano Pascual Paola Suárez         |
| 2007       | 1. kör Tamarine Tanasugarn    | Aljona Bondarenko Katerina Bondarenko | 1. kör Petra Cetkovská        | Aljona Bondarenko Katerina Bondarenko | 1. kör Petra Cetkovská        | L. Domínguez Lino A. Parra Santonja     | 1. kör Petra Cetkovská     | Eléni Danjilídu Jasmin Wöhr           |
| 2008       | –                             | –                                     | 1. kör Petra Cetkovská        | Květa Peschke Rennae Stubbs           | 1. kör Petra Cetkovská        | Maria Elena Camerin Gisela Dulko        | 2. kör Mara Santangelo     | Jen Ce Cseng Csie                     |
| 2009       | 3. kör Galina Voszkobojeva    | Anna-Lena Grönefeld Patty Schnyder    | 2. kör Vladimíra Uhlířová     | Vera Dusevina Anastasia Rodionova     | 1. kör Vladimíra Uhlířová     | Anastasia Rodionova Galina Voszkobojeva | 1. kör Galina Voszkobojeva | Vania King Monica Niculescu           |
| 2010       | 1. kör Aleksandra Wozniak     | Elena Baltacha Līga Dekmeijere        | 2. kör Aleksandra Wozniak     | Iveta Benešová B. Záhlavová-Strýcová  | 2. kör Aleksandra Wozniak     | Liezel Huber B. Mattek-Sands            | 2. kör Sorana Cîrstea      | Gisela Dulko Flavia Pennetta          |
| 2011       | 2. kör Sorana Cîrstea         | Cara Black Anastasia Rodionova        | 3. kör Michaëlla Krajicek     | Viktorija Azaranka Marija Kirilenko   | 1. kör Michaëlla Krajicek     | Urszula Radwańska Arina Rodionova       | 1. kör Michaëlla Krajicek  | Kristina Barrois Anna-Lena Grönefeld  |
| 2012       | 1. kör Sorana Cîrstea         | Natalie Grandin Vladimíra Uhlířová    | 1. kör A. Pavljucsenkova      | Janette Husárová Christina McHale     | 1. kör A. Pavljucsenkova      | Flavia Pennetta Francesca Schiavone     | 1. kör A. Pavljucsenkova   | N. Llagostera Vives Martínez Sánchez  |
| 2013       | Negyeddöntő A. Pavljucsenkova | Ashleigh Barty Casey Dellacqua        | Negyeddöntő A. Pavljucsenkova | Nagyja Petrova Katarina Srebotnik     | 1. kör A. Pavljucsenkova      | Aoyama Shuko Chanelle Scheepers         | 3. kör A. Pavljucsenkova   | Serena Williams Venus Williams        |
| 2014       | Negyeddöntő Andrea Hlaváčková | J. Makarova J. Vesznyina              | 1. kör Andrea Hlaváčková      | Sharon Fichman A. Pavljucsenkova      | Negyeddöntő A. Pavljucsenkova | Andrea Hlaváčková Cseng Csie            | 2. kör A. Pavljucsenkova   | Martina Hingis Flavia Pennetta        |
| 2015       | Győzelem B. Mattek-Sands      | Csan Jung-zsan Cseng Csie             | Győzelem B. Mattek-Sands      | Casey Dellacqua J. Svedova            | –                             | –                                       | –                          | –                                     |
| 2016       | –                             | –                                     | 1. kör B. Mattek-Sands        | Kiki Bertens Johanna Larsson          | 1. kör B Mattek-Sands         | Daria Gavrilova D Kaszatkina            | Győzelem B. Mattek-Sands   | Caroline Garcia K Mladenovic          |
| 2017       | Győzelem B Mattek-Sands       | Andrea Hlaváčková Peng Suaj           | Győzelem B Mattek-Sands       | Ashleigh Barty Casey Dellacqua        | 2. kör B Mattek-Sands         | Ljudmila Kicsenok Leszja Curenko        | Elődöntő Barbora Strýcová  | Lucie Hradecká Kateřina Siniaková     |
| 2018       | Negyeddöntő Barbora Strýcová  | Hszie Su-vej Peng Suaj                | 2. kör Sz Kuznyecova          | Sorana Cîrstea S Sorribes Tormo       | Negyeddöntő B Mattek-Sands    | Gabriela Dabrowski Hszü Ji-fan          | 2. kör B Mattek-Sands      | Barbora Krejčíková Kateřina Siniaková |
| 2019       | –                             | –                                     | 1. kör Dominika Cibulková     | Sofia Kenin Andrea Petković           |                               |                                         |                            |                                       |

## Év végi világranglista-helyezései
| Év     | 2003 | 2004 | 2005 | 2006 | 2007 | 2008 | 2009 | 2010 | 2011 | 2012 | 2013 | 2014 | 2015 | 2016 | 2017 | 2018 |
| Egyéni | 533. | 185. | 50.  | 41.  | 24.  | 65.  | 40   | 33.  | 25.  | 17.  | 29.  | 17.  | 9.   | 64.  | 30.  | 106. |
| Páros  |      | 456. | 511. | 785. | 881. | 91.  | 120. | 149. | 134. | 59.  | 18.  | 29.  | 4.   | 7.   | 6.   | 51.  |

## Díjai, elismerései
- 2014–2017: WTA Player Services díja – a játékostársak érdekében a legtöbbet tevő játékos számára